# 전병우
전병우(全炳宇, 1931년 12월 21일~1999년 3월 21일)는 대한민국의 정치인이다. 제11·12대 국회의원을 지냈다. 본관은 천안이며 전라북도 진안군 출신이다.

## 학력
- 서울대학교 법대

## 경력
- 전북순창ㆍ무주ㆍ진안ㆍ김제군수
- 내무국장
- 내무부새마을담당관
- 경기도기획관리실장
- 전주시장
- 제주ㆍ전북부지사
- 제11대 국회의원 (전국구) / 민주정의당
- 제12대 국회의원 (진안 무주 장수) / 민주정의당
- 국회국방위간사
- 국회'83예결위제2분과위원장
- 민정당정책조정실부실장
- 지자제위원장
- 예결위간사
- 당전북도지부위원장ㆍ중앙집행위원
- 국회운영위원ㆍ내무위원장

## 역대 선거 결과
|  | 35.6% |

|  | 43.30% |

|  | 39.95% |